# Городское поселение посёлок Талая
Городско́е поселе́ние «посёлок Талая» — упразднённое муниципальное образование в Хасынском районе Магаданской области Российской Федерации.
Административный центр — пгт Талая.

## История
Статус и границы городского поселения установлены Законом Магаданской области от 28 декабря 2004 года № 511-ОЗ «О границах и статусе муниципальных образований в Магаданской области».
Законом Магаданской области от 8 апреля 2015 года № 1885-ОЗ, 1 мая 2015 года городские поселения «посёлок Палатка», «посёлок Атка», «посёлок Талая» и «посёлок Стекольный» преобразованы, путём объединения, в муниципальное образование «Хасынский городской округ» с административным центром в посёлке Палатка.

## Население
| 2004 | 2005  | 2006 | 2007 | 2008 | 2009 | 2010 | 2011 | 2012 | 2013 |
| ---- | ----- | ---- | ---- | ---- | ---- | ---- | ---- | ---- | ---- |
| 1055 | ↘1026 | ↘983 | ↘408 | ↘354 | ↘320 | ↗422 | ↘420 | ↘391 | ↘343 |
| 2014 | 2015  |      |      |      |      |      |      |      |      |
| ↘311 | ↘299  |      |      |      |      |      |      |      |      |

## Состав городского поселения
| № | Населённый пункт | Тип населённого пункта      | Население |
| - | ---------------- | --------------------------- | --------- |
| 1 | Талая            | пгт, административный центр | ↗364      |